# Anna-Kapelle (Freiburg im Breisgau)

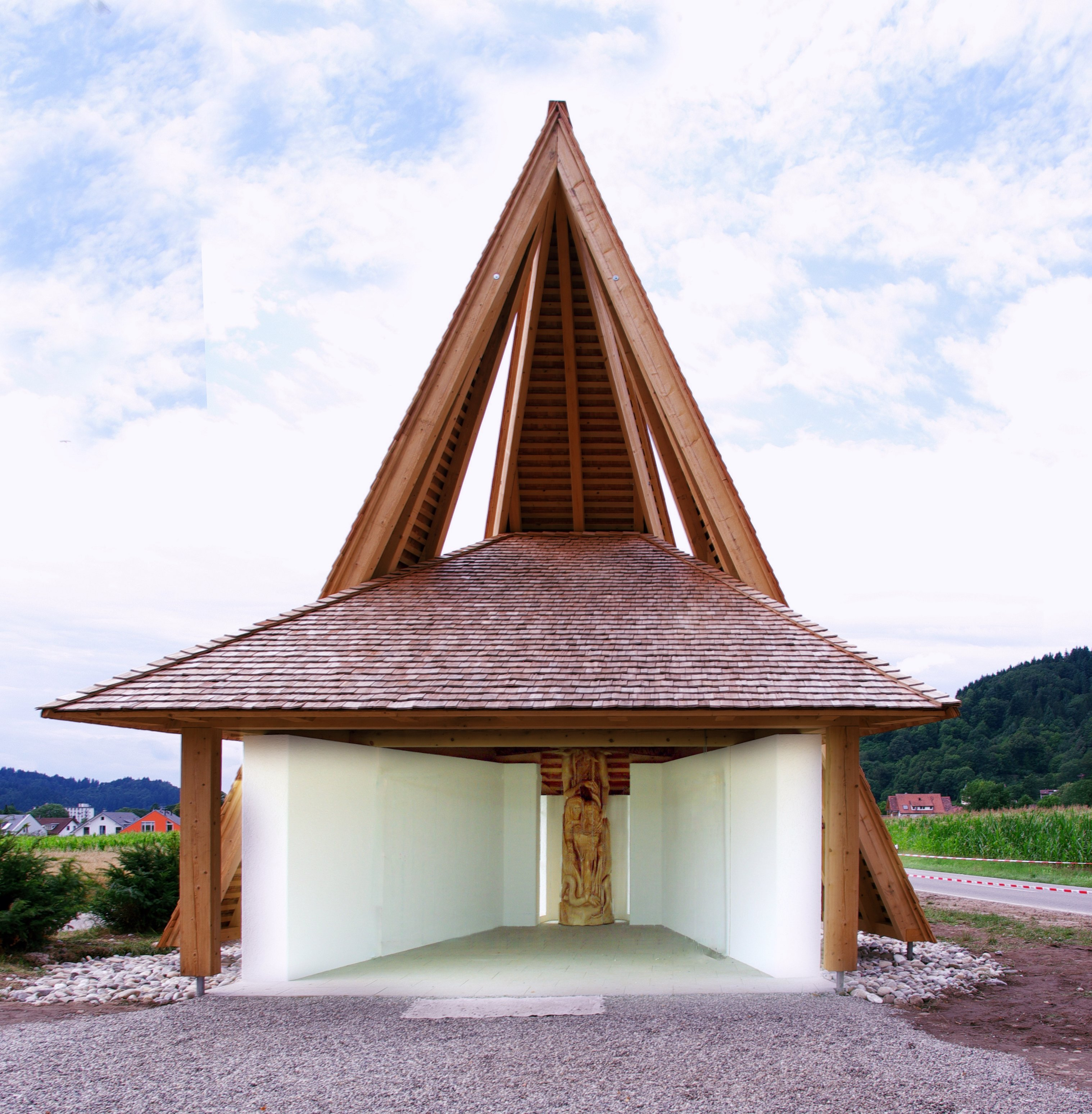
Die Kapelle

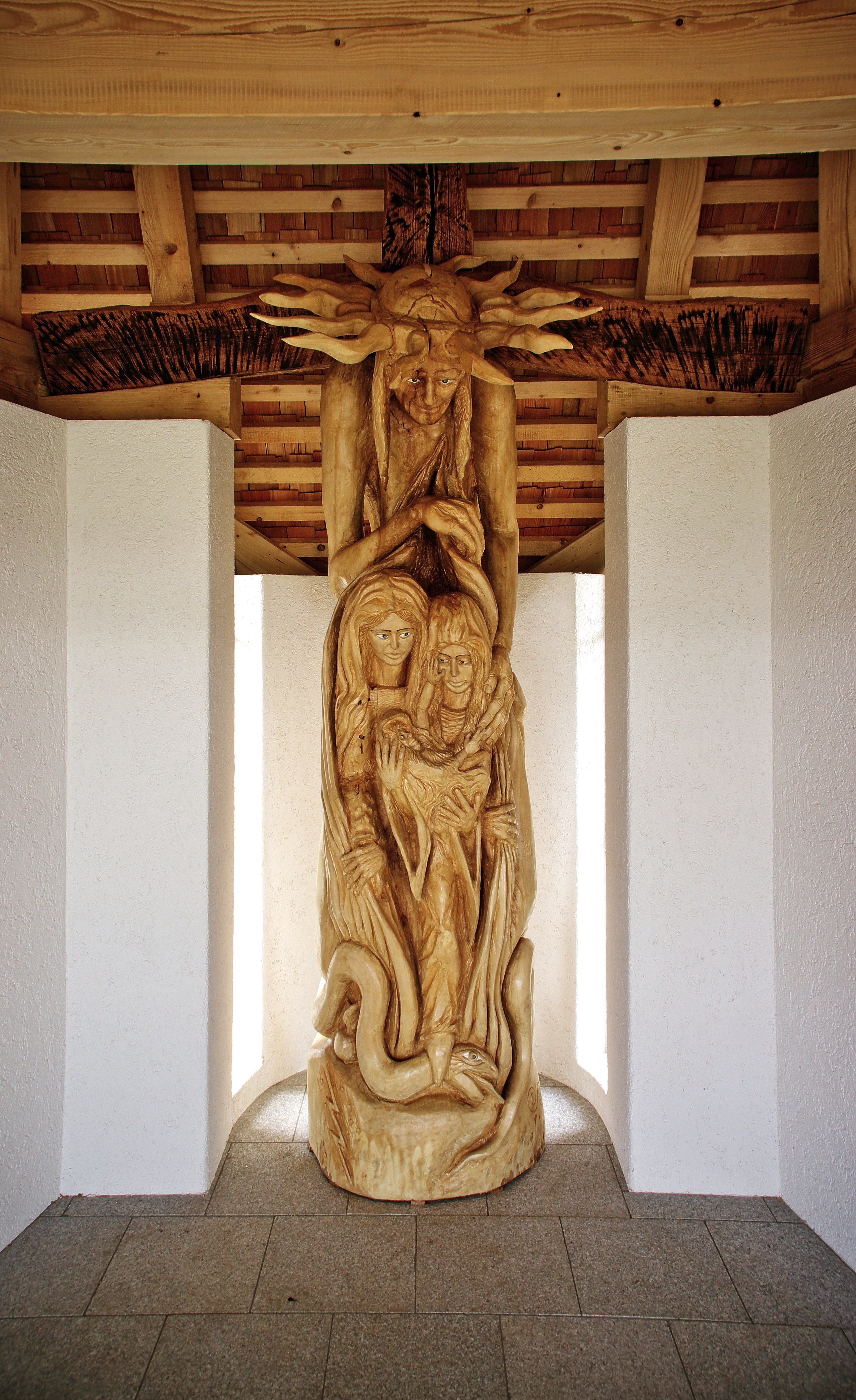
Die Skulptur von Thomas Rees

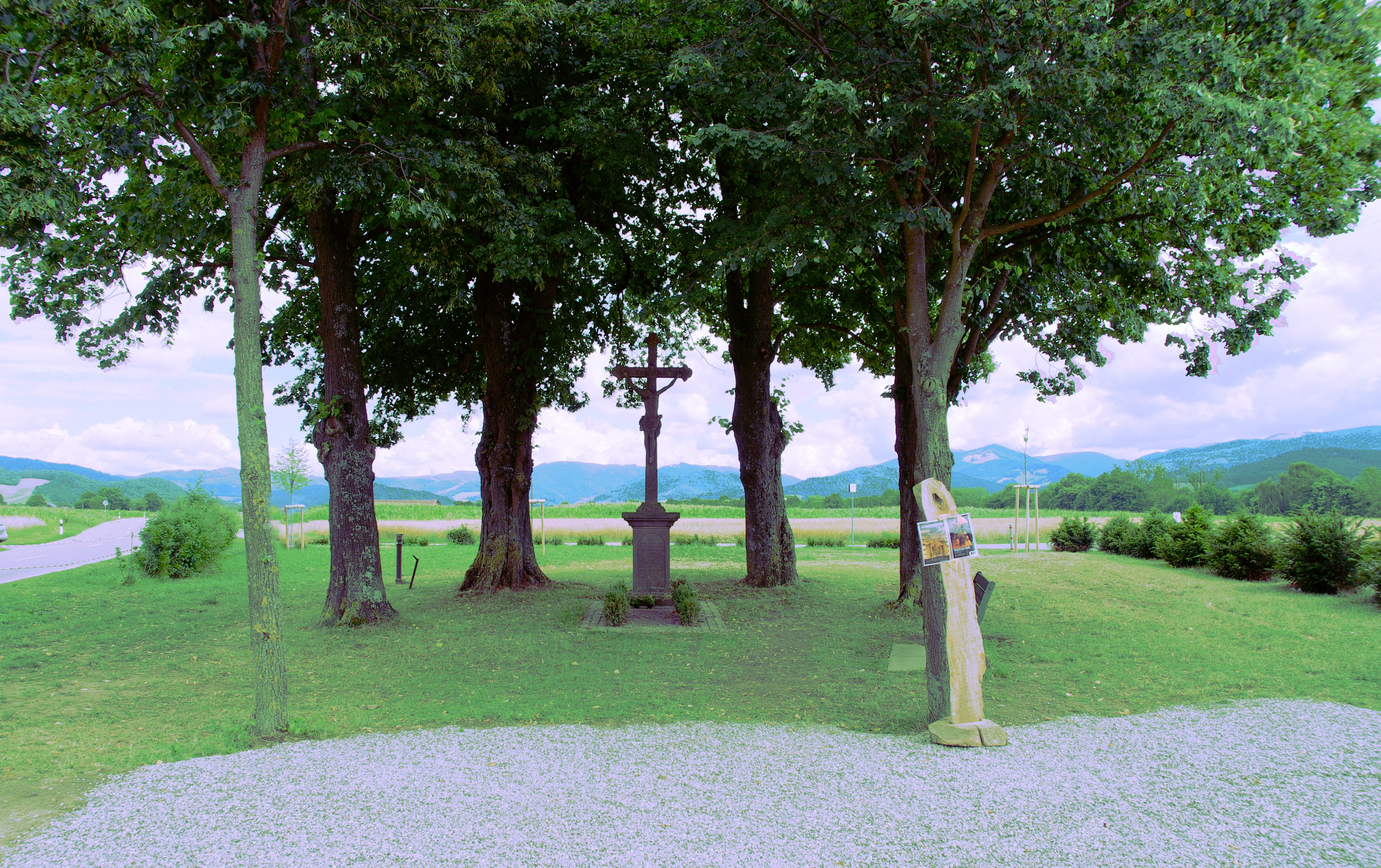
Das Anna-Kreuz mit den vier Linden

Die Anna-Kapelle steht am Ortsausgang des Freiburger Ortsteils Ebnet in Richtung Stegen an der L133 und gehört zur Gemeinde St. Hilarius.

## Geschichte
Die alte Anna-Kapelle stammte aus dem Jahre 1570, wird Anna von Snewlin zugeschrieben und soll aus Reue für einen Mord eines Verwandten errichtet worden sein. Seit ihrem Abriss im Jahr 1811 steht an der Stelle das Anna-Kreuz, um das sich noch weitere Geschichten ranken. Um 1860 wurden bei dem Kreuz vier Linden gepflanzt.
Am 25. Juli 2010 wurde die neu errichtete Anna-Kapelle geweiht. Sie wurde auf Initiative des Ebneter Pfarrers Franz Enz und durch einen Förderverein errichtet. Die Pflege der Anna-Kapelle wird durch den St. Anna-Kapelle-Verein e.V. übernommen, welcher auch die Unterhaltskosten der Kapelle aus Mitgliederbeiträgen und Spenden finanziert. Als Vorsitzender des St. Anna-Kapelle-Verein e.V. fungiert seit dem 30. September 2021 Johannes Götz.  

## Architektur und Ausstattung
Das Aussehen der alten Kapelle ist nicht überliefert. Die neue Kapelle wurde in moderner offener Bauweise errichtet. Sie besteht aus drei nach oben weisenden hölzernen Segeln, nach einer Idee des Architekten Siegfried Stier. Die Kapelle hat keine Tür, im Inneren ist Platz für etwa 20 Personen.
Zentrales Gestaltungselement des Innenraums ist eine Holzskulptur von Thomas Rees. Auf originelle Weise kombiniert sie die Darstellung eines sich vom Kreuz lösenden Christus, dessen Kopf einen Sonnenkranz statt der Dornenkrone trägt, mit dem traditionellen Motiv der Anna-selbdritt-Gruppe, die aus dem Herzen des Auferstandenen hervorzutreten scheint und der Schlange des Sündenfalls den Kopf zertritt.

## Inschrift am Anna-Kreuz
ZUR EHRE GOTTES U. DES BITTERN LEIDEN U. STERBEN

UNSERS HERR U. ERLÖSERS JESU CHRISTE

HAT DAVID STRECKER U. SEINE EHEFRAU MONIKA KOTTERER VON EBNET

DIESES KREUZ ZUM ANDENKEN DER EHMALS HIER AUF DIESEM PLATZ

GESTANDENEN ST. ANA KAPELLE ERRICHTEN LASSEN.

Ano 1825